# Erik XII di Svezia
Erik XII (VII) Magnusson (1339 – 21 giugno 1359) era figlio di re Magnus IV.
Dal 1356 al 1359 contese il trono al padre. Questa situazione creò un clima molto teso in Svezia e provocò l'allontanamento di entrambi dal paese. Entrambi rientrarono in Svezia nel 1359 dove si riconciliarono. Erik infatti divenne sovrano di Svezia insieme al padre, ma morì poco dopo la sua ascesa al trono.

## Vita privata

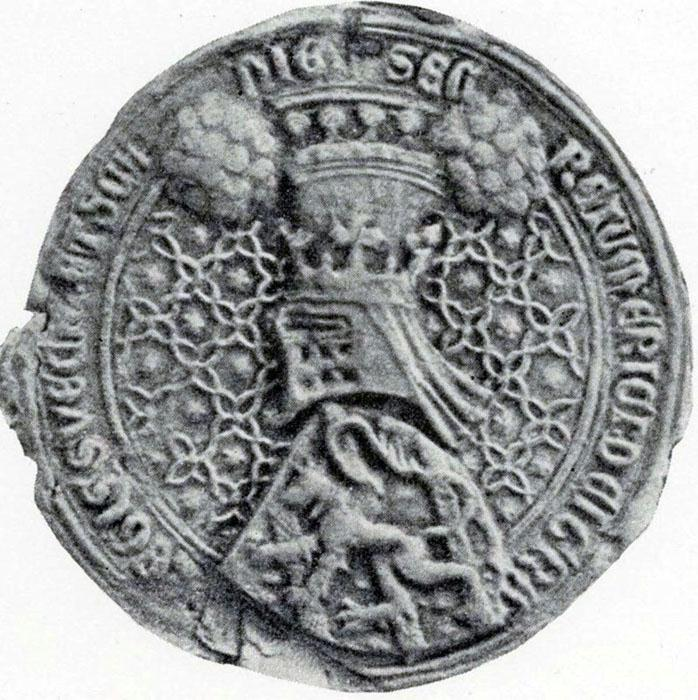
Il sigillo di Erik XII di Svezia.

Nel 1356 Erik sposò Beatrice di Baviera (1344 – 1359) figlia di Ludovico di Baviera, imperatore del Sacro Romano Impero, e di Margherita d'Olanda.
Entrambi i coniugi reali morirono nel 1359 a breve distanza l'uno dall'altro.

## Ascendenza
|                      |                    |                           | Genitori                |  |  | Nonni |  |  | Bisnonni             |  |  | Trisnonni        |  |
|                      |                    |                           |                         |  |  |       |  |  | Magnus III di Svezia |  |  | Birger Magnusson |  |
|                      |                    |                           |                         |  |  |       |  |  | Magnus III di Svezia |  |  | Birger Magnusson |  |
|                      |                    | Ingeborg Eriksdotter      |                         |  |  |       |  |  | Magnus III di Svezia |  |  |                  |  |
| Erik Magnusson       |                    |                           |                         |  |  |       |  |  | Magnus III di Svezia |  |  |                  |  |
|                      |                    | Helvig di Holstein        | Gerhard I di Holstein   |  |  |       |  |  |                      |  |  |                  |  |
|                      |                    | Helvig di Holstein        | Gerhard I di Holstein   |  |  |       |  |  |                      |  |  |                  |  |
|                      |                    | Helvig di Holstein        | …                       |  |  |       |  |  |                      |  |  |                  |  |
| Magnus IV di Svezia  |                    | Helvig di Holstein        |                         |  |  |       |  |  |                      |  |  |                  |  |
|                      |                    | Haakon V di Norvegia      | Magnus VI di Norvegia   |  |  |       |  |  |                      |  |  |                  |  |
|                      |                    | Haakon V di Norvegia      | Magnus VI di Norvegia   |  |  |       |  |  |                      |  |  |                  |  |
|                      |                    | Haakon V di Norvegia      | Ingeborg di Danimarca   |  |  |       |  |  |                      |  |  |                  |  |
| Ingeborg di Norvegia |                    | Haakon V di Norvegia      |                         |  |  |       |  |  |                      |  |  |                  |  |
|                      |                    | Eufemia di Rugia          | …                       |  |  |       |  |  |                      |  |  |                  |  |
|                      |                    | Eufemia di Rugia          | …                       |  |  |       |  |  |                      |  |  |                  |  |
|                      |                    | Eufemia di Rugia          | …                       |  |  |       |  |  |                      |  |  |                  |  |
| Erik XII di Svezia   |                    | Eufemia di Rugia          |                         |  |  |       |  |  |                      |  |  |                  |  |
|                      | Guido di Dampierre | Guglielmo II di Dampierre |                         |  |  |       |  |  |                      |  |  |                  |  |
|                      | Guido di Dampierre | Guglielmo II di Dampierre |                         |  |  |       |  |  |                      |  |  |                  |  |
|                      | Guido di Dampierre | Margherita II di Fiandra  |                         |  |  |       |  |  |                      |  |  |                  |  |
| Giovanni I di Namur  | Guido di Dampierre |                           |                         |  |  |       |  |  |                      |  |  |                  |  |
|                      |                    | Isabella di Lussemburgo   | Enrico V di Lussemburgo |  |  |       |  |  |                      |  |  |                  |  |
|                      |                    | Isabella di Lussemburgo   | Enrico V di Lussemburgo |  |  |       |  |  |                      |  |  |                  |  |
|                      |                    | Isabella di Lussemburgo   | Margherita di Bar       |  |  |       |  |  |                      |  |  |                  |  |
| Bianca di Namur      |                    | Isabella di Lussemburgo   |                         |  |  |       |  |  |                      |  |  |                  |  |
|                      |                    | Filippo d'Artois          | Roberto II d'Artois     |  |  |       |  |  |                      |  |  |                  |  |
|                      |                    | Filippo d'Artois          | Roberto II d'Artois     |  |  |       |  |  |                      |  |  |                  |  |
|                      |                    | Filippo d'Artois          | Amicie de Courtenay     |  |  |       |  |  |                      |  |  |                  |  |
| Maria d'Artois       |                    | Filippo d'Artois          |                         |  |  |       |  |  |                      |  |  |                  |  |
|                      |                    | Bianca di Bretagna        | Giovanni II di Bretagna |  |  |       |  |  |                      |  |  |                  |  |
|                      |                    | Bianca di Bretagna        | Giovanni II di Bretagna |  |  |       |  |  |                      |  |  |                  |  |
|                      |                    | Bianca di Bretagna        | Beatrice d'Inghilterra  |  |  |       |  |  |                      |  |  |                  |  |
|                      |                    | Bianca di Bretagna        |                         |  |  |       |  |  |                      |  |  |                  |  |